# Деденьово
Деденьо́во (також Деде́нєво; рос. Деденёво, Деденево) — селище міського типу у складі Дмитровського міського округу Московської області, Росія.
До селище міського типу було приєднано селище Турист та присілок Медведково.

## Населення
Населення — 6319 осіб (2010; 6509 у 2002).